# Jüdischer Friedhof (Randerath)

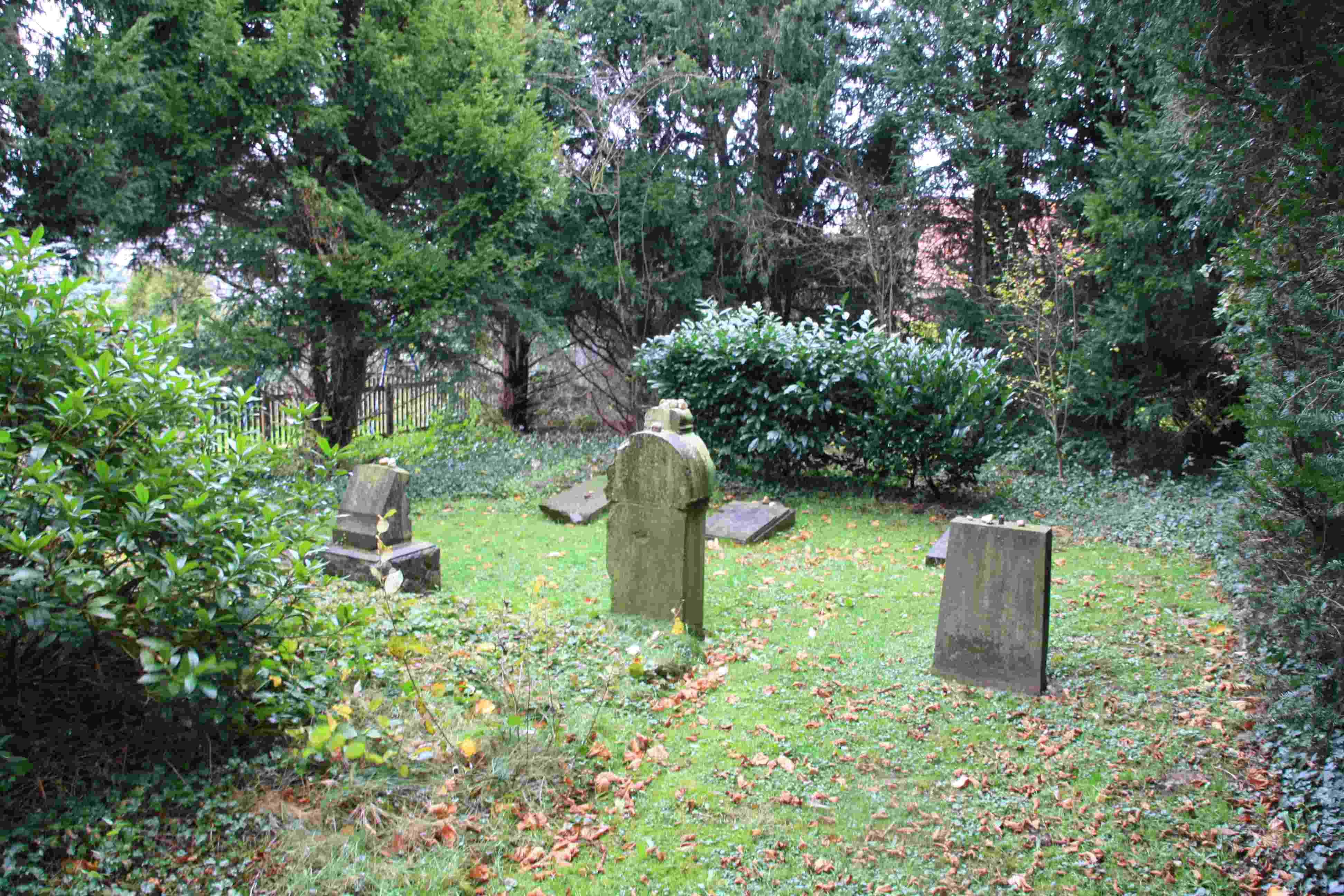
Ansicht des Friedhofes

Der Jüdische Friedhof Randerath befindet sich in Randerath, einem Stadtteil von Heinsberg im Kreis Heinsberg in Nordrhein-Westfalen.
Auf dem jüdischen Friedhof, der von 1853 bis 1930 belegt wurde, sind noch sieben Grabsteine (Mazewot) vorhanden. Von den Inschriften sind nur noch wenige lesbar und von manchen Grabsteinen sind nur noch die Sockel vorhanden. Der Friedhof wurde am 28. Mai 2008 unter der Nummer 122 in die Denkmalliste der Stadt Heinsberg eingetragen.
Der sehr versteckt liegende Friedhof in der Straße „Sandberg“ ist erreichbar in etwa 100 m Entfernung über eine Treppe und einen schmalen Grasweg. Am unverschlossenen Eingang wird durch ein Schild auf die Begräbnisstätte hingewiesen.
Vorher gab es bereits einen jüdischen Friedhof am Ortsausgang Richtung Dremmen. Er musste 1855 dem Straßenausbau weichen. Die Toten wurde zum Sandberg umgebettet. Während der Zeit des Nationalsozialismus wurde der Friedhof eingeebnet und als Garten genutzt.